# Batalla de Sidi Bou Zid
La batalla de Sidi Bou Zid fue un enfrentamiento de la Segunda Guerra Mundial ocurrido durante la campaña de Túnez, en las inmediaciones de Sidi Bou Zid, en la zona central de Túnez. En ella, se enfrentaron las fuerzas de la Alemania Nazi y las del Ejército de Estados Unidos. Los alemanes contaban con la 10.ª División Panzer y la 21.ª División Panzer, integrantes del 5.º Ejército Panzer comandadas por el Coronel General (Generaloberst) Hans-Jürgen von Arnim. Las fuerzas estadounidenses se componían de elementos del 2º. Cuerpo Estadounidense bajo el mando del General Lloyd Fredendall.

## Antecedentes

Mapa de Túnez durante la campaña de 1942-1943.

La batalla de Sidi Bou Zid se desarrolló como parte de la campaña de Túnez, en la que las fuerzas aliadas se enfrentaron a las del Eje por el control de Túnez.
El intento aliado de capturar la capital de Túnez tras la operación Antorcha a finales de 1942 había fracasado, finalizando el año con una situación en tablas entre ambos bandos, una pausa en los combates necesaria para reconstruir la capacidad ofensiva. Las fuerzas alemanas en Túnez estaban comandadas por Hans-Jürgen von Arnim, que por aquel entonces tenía bajo su control el 5.º Ejército Panzer (5.Panzer-Armee). El plan de von Arnim era mantener la iniciativa ganada a final de año, cuando los aliados habían tenido que retroceder, realizando algunos ataques aislados.
En enero de 1943, Erwin Rommel (conocido como el zorro del desierto) y su Ejército Panzer Germano-Italiano se retiró a la línea Mareth, una línea de fortificaciones defensivas francesas construidas para proteger Túnez de los ataques italianos provenientes de Libia, enlazándose así con von Arnim.
Los alemanes controlaban la mayor parte de Túnez, pero desde noviembre de 1942 el Dorsal Este del Atlas había pasado a control aliado. En esta zona los aliados tenían desplegadas a tropas poco experimentadas del 2º. Cuerpo Estadounidense del general Lloyd Fredendall y el mal equipado XIX cuerpo francés mandado por Alphonse Juin. Fredendall no había visitado el frente y se encontraba a unos 130 km de él, en una zona cercana a Tebessa conocida como "Speedy Valley". Sin datos de inteligencia que le revelaran las intenciones del enemigo, Fredendall dispersó sus tropas por toda la línea para hacer frente a todas las posibles eventualidades. Esta acción, sin embargo, dejó muchas unidades aisladas y sin posibilidades de apoyarse mutuamente en caso de recibir un ataque concentrado. En Sidi Bou Zid, Fredendall el consejo de sus comandantes de División, ordenando directamente el posicionamiento de las posiciones defensivas de las unidades desplazadas a la zona, que incluían al 168º Regimiento de combate de la 34ª. División de Infantería Estadounidense comandada por el Coronel Thomas Drake y el Comando de Combate A (Combat Command A, CCA) bajo el mando de Raymond McQuillin. Las posiciones ordenadas por Fredendall incluían el posicionamiento de las unidades en zonas aisladas en terreno elevado a ambos lados del paso, lo que las ponía en peligro de quedar aisladas del resto de las fuerzas y de ser derrotadas una a una.
Rommel era consciente de la amenaza de un ataque hacia la costa de las fuerzas aliadas emplazadas en el Dorsal Este, que aislaría las fuerzas del Eje en dos, cortando a su vez la línea de suministro desde Túnez que alimentaba al Ejército Panzer Germano-Italiano.
El 30 de enero, von Arnim envió un ataque con la 21.ª Panzer al Paso de Faid, posición ocupada por el XIX cuerpo francés. Tras recibir una solicitud de ayuda de los franceses, Fredendall reaccióno con lentitud y las tropas de von Arnim vencieron a la fiera francesa, consiguiendo sus objetivos y provocando numerosas bajas.

## Batalla

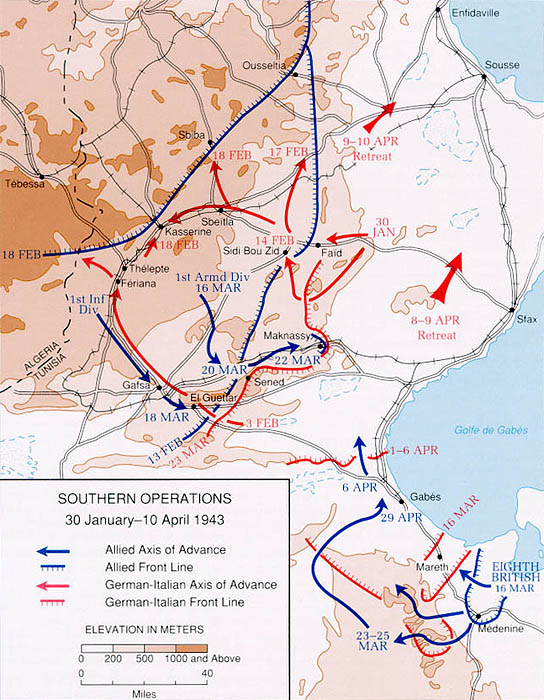

A las 04:00 del 14 de febrero, cuatro grupos de batalla alemanes con 140 tanques provenientes de la 10.ª y la 21.ª divisiones "panzer" se pusieron en marcha, bajo el mando del general Heinz Ziegler, segundo de von Arnim, atravesando los pasos de Faïd y Maizila, emplazamientos inspeccionados por el general Dwight D. Eisenhower tan solo tres horas antes, con la intención de atacar Sidi Bouzid.
En el inicio del combate, tanques de la 10.ª división panzer, cubiertos por una tormenta de arena avanzaron hacia el oeste tras el paso de Faïd divididos en dos grupos (llamados Reimann y Gerhardt, respectivamente). Tropas del CCA trataron de ralentizar el avance alemán con descargas de artillería de un obús M101 instalado en un M4 Sherman. La respuesta alemana consistió en un bombardeo de la posición aliada con cañones de 88 mm. Hacia las 10 de la mañana, los alemanes completaron el rodeo al Djebel Lessouda (defendido por la fuerza Lessouda, un batallón acorazado bajo el mando del Teniente Coronel John K. Waters, el yerno de George S. Patton) y se encontraron al norte de Sidi Bouzid.
Mientras, el paso de Maizila al sur estaba ya asegurado por los dos grupos de la 21.ª División panzer (grupos Schütte y Stenckhoff). El grupo Schütte se dirigió al norte para enfrentarse a dos batallones del 168.º regimiento en el Djebel Ksaira mientras que el grupo Stenckhoff se dirigió hacia el noroeste, dirección a Bir el Hafey con intención de girar y aproximarse a Sidi Bouzid desde el oeste. Fuertemente bombardeado por el grupo Schütte group, el coronel Thomas Drake solicitó autorización para retirarse. Fredendall desestimó la petición, ordenándole mantener la posición y esperar la llegada de refuerzos que nunca llegaron. A las cinco de la tarde, Stenckhoff y la 10.ª panzer se encontraron. Los tanques y la artillería norteamericanos del CCA habían sido expulsados 15 km al oeste en dirección a Djebel Hamra, con la pérdida de 44 tanques y numerosos cañones. La infantería quedó aislada en los terrenos elevados del Djebel Lessouda, Djebel Ksaira y el Djebel Garet Hadid así como partes del 81.º batallón acorazado de reconocimiento de la 1.ª división acorazada.[cita requerida]
Por la noche, el comandante de la 1.ª división acorazada Orlando Ward mandó el comando de combate C (CCC) hacia Djebel Hamra para contratacar en Sidi Bouzid el día 15 de febrero. Sin embargo, el ataque se desarrolló en terreno llano y expuesto, siendo ametrallado y bombardeado desde el comienzo, para caer entre dos divisiones acorazadas alemanas con más de 80 tanques Panzer IV, Panzer III y Tiger I. El ataque debió retirarse, perdiendo más de 46 tanques medios, 130 vehículos y nueve cañones autopropulsados, retomando por los pelos la posición del Djebel Hamra. Al finalizar la tarde, von Arnim ordenó a tres de los grupos dirigirse hacia Sbeitla. Encontraron resistencia de los maltrechos CCA y CCC, que tuvieron que ceder terreno. El 16 de febrero, apoyados por aire, los alemanes hicieron retroceder al CCB y entraron en Sbeitla.

## Consecuencias
El desempeño de los experimentados alemanes fue muy bueno, causando numerosas bajas en el ejército estadounidense antes de la retirada del 17 de febrero. El mal rendimiento de los aliados en las acciones armadas de finales de enero y principios de febrero, así como la subsecuente batalla del paso de Kasserine hizo que los alemanes concluyesen que, a pesar de que las unidades estadounidenses estaban bien equipadas, en realidad se enfrentaban a un enemigo inferior, tanto en liderazgo como en habilidad táctica. Esta creencia penetró en el mando del Eje llevando a subestimar las capacidades de los Aliados a medida que estos ganaban en experiencia y se reemplazaban a los malos oficiales.